# Араслы, Гамид Мамедтаги оглы
Гамид Мамедтаги оглы Араслы (азерб. Həmid Hacı Məmmədtağı oğlu Araslı; 23 февраля 1909, Елизаветполь, Кавказское наместничество — 20 ноября 1983, Баку) — советский азербайджанский учёный-литературовед, доктор филологических наук (1954), академик АН Азербайджанской ССР (1968).

## Биография
Гамид Араслы родился 23 февраля 1909 года в городе Елизаветполь (Гянджа) в семье представителя духовенства. Окончив Гимназию учителей в родном городе, поступил в Азербайджанский педагогический институт.
После окончания института поступил на работу в Академию наук Азербайджанской ССР.
В 1960—1968 годах — заведующий отделом в Институте литературы и языка АН Азербайджанской ССР, директор Музея азербайджанской литературы им. Низами.
С 1970 года являлся директором Института народов Ближнего и Среднего Востока АН Азербайджанской ССР.
Гамид Араслы — заслуженный деятель науки Азербайджана и Узбекистана, действительный член Организации тюркского языка (Турция, 1957), почётный член Иракской академии наук (1972), член Иорданского королевского общества.
Автор исследовательских работ о Насими, Кишвари, Амани, Саибе Табризи, Ковси Табризи, Махджуре Ширвани, Вагифе, Видади. Внёс значительный вклад в изучение наследия Низами и Физули.
Араслы подготовил полное собрание сочинений Физули (тома 1—5, 1958). Занимался исследованиями азербайджанского фольклора, творчества ашугов, дастанов «Китаби Деде Коркут» и «Кёроглы».
Г. Араслы — один из основных авторов двухтомника «Краткая история азербайджанской литературы» (1943—1944), трёхтомного издания «История азербайджанской литературы» (1957—1960). Автор работ, посвящённых связям азербайджанской литературы с персидской, турецкой, узбекской и туркменской литературой.
- Мемориальная доска на стене дома в Баку, в котором жил Гамид Араслы (улица Ислама Сафарли)
- Дом в Баку, в котором проживал Араслы
- Памятная доска на улице имени Гамида Араслы в городе Гянджа